# Ophiomusium stellatum
Ophiomusium stellatum is een slangster uit de familie Ophiolepididae.
De wetenschappelijke naam van de soort werd in 1899 gepubliceerd door Addison Emery Verrill.